# Charaxes mycerina
Charaxes mycerina is een vlinder uit de familie van de Nymphalidae. De wetenschappelijke naam van de soort is voor het eerst geldig gepubliceerd in 1824 door Jean-Baptiste Godart (als Nymphalis mycerina). De soort komt voor in West-Afrika (Sierra Leone).